# Семнадцатое таммуза
Семнадцатое таммуза (ивр. שבעה עשר בתמוז‎, Shivah Asar b’Tammuz) — пост, установленный в память о несчастьях, которые постигли еврейский народ 17-го числа месяца таммуз.
17 Таммуза еврейские мудрецы постановили поститься из-за многих несчастий, постигших еврейский народ в этот день. Талмуд (Таанит 26) перечисляет пять основных несчастий:
- были разбиты первые скрижали, когда Моисей спустился с горы Синай и увидел Золотого тельца;
- при разрушении Первого Храма прекратилось ежедневное жертвоприношение, так как коэны не могли найти больше овец;
- в дни разрушения Второго Храма были пробиты стены Иерусалима;
- военачальник Апустмус[англ.] сжёг свиток Торы[1];
- в святилище Храма был помещён идол[2].

Если 17 таммуза выпадает на шаббат, то пост переносится на следующий день — 18 таммуза.